# Anabate cryptique
Cichlocolaptes mazarbarnetti
Genre
Espèce
Statut de conservation UICN

 EX  : Éteint
L'Anabate cryptique (Cichlocolaptes mazarbarnetti) est une espèce de passereaux de la famille des Furnariidae. Il vit au nord-est du Brésil sur un minuscule territoire dans les états d'Alagoas et du Pernambouc. L'espèce est considérée comme éteinte. Son extinction est principalement due à l'exploitation forestière ainsi qu'à la conversion des forêts en plantations de canne à sucre et en pâturages.

## Répartition
L’anabate cryptique a été décrit en 2014, sur la base d'un spécimen collecté en 1986.

L’espèce est considérée éteinte. Le dernier enregistrement date de 2007.

L'espèce n'a été trouvée que sur deux sites dans le nord-est du Brésil : Murici (Alagoas) et la réserve de Pedra d'Anta (Pernambouc).

## Habitat
Cette espèce a été trouvée dans l'étage intermédiaire et le sous-couvert de forêts denses et humides avec un sous-étage ouvert en terrain vallonné.

## Alimentation
Apparemment, l’espèce recherche sa nourriture dans les broméliacées arboricoles et a été longtemps confondue avec l'anabate d'Alagoas (Philydor novaesi) qui fréquente les mêmes lieux d’alimentation.

## Menaces
Une importante perte d'habitat s'est produite principalement en raison de l'exploitation forestière, de la conversion en plantations de canne à sucre et en pâturages. laissant de petits fragments isolés. Le site continue d'être menacé par les incendies qui se propagent à partir des plantations adjacentes, la chasse, l'extraction du bois et l'agriculture.

Les broméliacées dont cette espèce dépend ont décliné en raison de l'ouverture accrue des vestiges forestiers fragmentés et des températures élevées causées par la combustion fréquente des déchets de canne à sucre.

## Sources
- Article “Bird Conservation in Brazil: Challenges and practical solutions for a key megadiverse country” de Pedro Ferreira Develey, mars 2021.
- Article ”Spix’s Macaw heads list of first bird extinctions confirmed this decade” publié le 5 septembre 2018 sur www.birdlife.org